# Scarabaeus bornemizzai
Scarabaeus bornemizzai är en skalbaggsart som beskrevs av Zur Strassen 1980. Scarabaeus bornemizzai ingår i släktet Scarabaeus och familjen bladhorningar. Inga underarter finns listade i Catalogue of Life.